# Pomeni imen asteroidov: 41001–42000
Pregled pomenov imen asteroidov (malih planetov) od številke 41001 do 42000, ki jim je Središče za male planete dodelilo številko in so pozneje dobili tudi uradno ime  v skladu z dogovorjenim načinom imenovanja. Pregled je preverjen z Schmadelovim “Slovarjem imen malih planetov” (“Dictionary of Minor Planet Names”). 
Pregled pojasnjuje izvor oziroma pomen imen asteroidov, ki ga je priznala Mednarodna astronomska zveza (IAU). Nekateri asteroidi imajo imajo dodatno pojasnilo o izvoru imena, ki pa vedno ni popolnoma zanesljivo (oznaka “†” ali “‡“). 
| Ime               | Začasna oznaka | Izvor imena |
| 41001–41100       | 41001–41100    | 41001–41100 |
| ----------------- | -------------- | --- |
| 41049 Van Citters | 1999 VC9       | G. Wayne Van Citters, ameriški astronom † |
| 41101–41200       |                | |
| 41201–41300       |                | |
| 41206 Sciannameo  | 1999 WG9       | Francesco Sciannameo, italijanski profesor splošne kirurgije, glavni zdravnik v bolnici v kraju Terni in ljubiteljski astronom † |
| 41279 Trentman    | 1999 XD95      | Richard Trentman, ameriški ljubiteljski astronom in član osebja na Observatoriju Powell, ki je zadolžen za opazovanja v programu zasledovanja blizuzemeljskih asteroidov (Near-Earth-Object ) †                                                          |
| 41301–41400       |                | |
| 41401–41500       |                | |
| 41450 Medkeff     | 2000 LF15      | Jeff Medkeff, ameriški oblikovalec programske opreme za robotske operacije na observatorijih, za vodenje teleskopov, zmanjšanja števila podatkov in samodejnega prenosa podatkov na Središče za male planete † Arhivirano 2007-09-27 na Wayback Machine. |
| 41488 Sindbad     | 2000 QE71      | Sindbad, legendarni jadralec iz Bagdada, njegove številne fantastične pustolovščine so opisane v knjigi Tisoč in ena noč † |
| 41501–41600       |                | |
| 41601–41700       |                | |
| 41701–41800       |                | |
| 41801–41900       |                | |
| 41800 Robwilliams | 2000 WM19      | Robert A. Williams, ameriški psihiater in pisatelj, direktor Inštituta za biološko psihiatrijo (Biological Psychiatry Institute) v Phoenixu, Arizona †                                                                                                   |
| 41901–42000       |                | |
| 41943 Fredrick    | 2000 XH2       | Richard Fredrick, ameriški ljubiteljski astronom in član skupine na Observatoriju Powell, ki dela v programu zasledovanja blizuzemeljskih asteroidov (Near-Earth-Object ) †                                                                              |
| 41986 Fort Bend   | 2000 YR29      | Astronomski klub Fort Bend v Staffordu, ZDA, mnogo njegovih članov je odkriteljev asteroidov (npr. J. L. Casady, A. Cruz, P. Garossino, C. Gustava, A. Lowe in D. Wells) †                                                                               |

| Predhodnik: 40001–41000 | Pomeni imen asteroidov Seznam asteroidov (41001-41250) Seznam asteroidov (41251-41500) Seznam asteroidov (41501-41750) Seznam asteroidov (41751-42000) | Naslednik: 42001–43000 |